# Jiří Nermut
Jiří Nermut (8. března 1923, Pardubice – 7. března 2018, Brno) byl český tanečník, choreograf, baletní mistr a pedagog. Jeho první manželkou byla baletka Věra Avratová.

## Život
Po vystudování gymnázia ve Vyškově studoval na Konzervatoři Brno na varhanickém a dramatickém oddělení a mimo toho se pilně učil v baletní škole Ivo Váni Psoty. Následně pokračoval na Filozofické fakultě Masarykovy univerzity studiem francouzštiny a tělesné výchovy. Už během studiích na konzervatoři vystupoval v Českém lidovém divadle v Brně a od roku 1945 se stal členem Zemského divadla, pozdějšího Státního divadla v Brně. V roce 1947 se po návratu Iva Váni Psoty z USA stal sólistou baletu a součástí jeho souboru.
Tančil převážně lyrické a milovnické role, například Přítele prince a Prince v Labutím jezeře, Modrého ptáka ve Spící krasavici, Václava v Bachčisarajské fontáně, Prince v Popelce, Mao-li-čena v Rudém máku, Filipa v Plamenech Paříže, Prince v Dřevěném princi, Mandarína v Podivuhodném mandarínovi a titulní role v Romeovi a Julii, Princi ze země pagod a dále například v Sylfidách.
Když v roce 1952 náhle zemřel Ivo Váňa Psota, stává se z něj také choreograf a poprvé se v této funkci představuje v nastudování Poloveckých tanců v červnu 1952. Následně se také stává v roce 1955 šéfem baletního souboru, kterou vykonával do roku 1961. Jeho první inscenací, kterou vytvořil v této funkci, byly Plameny Paříže v roce 1956, s kterou posléze hostovali v Paříži. Během svého působení se zasloužil o prosazování původních novinek. Mimo toho absolvoval stáž na Moskevském tanečním učilišti v letech 1957 až 1958 a od roku 1949 do 1962 vyučoval na Konzervatoři Brno.
Od roku 1968 projevily zájem o jeho služby také některá zahraniční divadla. Rozhodl pro Městské divadlo v rakouském Klagenfurtu, kde byl v angažmá do roku 1971. Následně pokračoval jako tanečník a choreograf v divadle v Nantes, kde působil rok. Poté se vrátil zpět do Brna a stal se zde choreografem zpěvohry a vyučoval na Konzervatoři Brno. Od roku 1973 pokračoval i ve své pedagogické činnosti na Baletní škole Ivo Váni Psoty, kde vyučoval až do roku 1992, když začal vést svou soukromou baletní školu.
Z brněnského divadla odešel v roce 1974 a aktivně byl činný do roku 2011, když do té doby vyučoval moderní tanec. Jeho první manželkou byla baletka Věra Avratová, s kterou se seznámil během působení v divadle v Brně. Za svou práci obdržel za rok 2005 Cenu Thálie za celoživotní mistrovství v kategorii balet. Zemřel 7. března 2018 v předvečer svých 95. narozenin v Brně a poslední rozloučení se konalo 14. března 2018 ve 12:00 v obřadní síni Ústředního hřbitova Brno.

## Ocenění
- 1968 titul zasloužilý umělec
- 2005 Cena Thálie za celoživotní taneční mistrovství